# Kryteria oceny stanu ekologicznego wód powierzchniowych w Polsce (2014–2016)
Kryteria oceny stanu ekologicznego wód powierzchniowych w Polsce obowiązujące od roku 2014 do roku 2016 przedstawia tabela znajdująca się niżej.
| Element (według RDW) | Wskaźnik stosowany w Polsce | Wartość graniczna dla klasy I | Wartość graniczna dla klasy II | Wartość graniczna dla klasy III | Wartość graniczna dla klasy IV | Wartość graniczna dla klasy V |
| Cieki niewyznaczone jako sztuczne lub silnie zmienione (typy wyznaczone przez ministerstwo środowiska)                               | | | | | | |
| Elementy biologiczne | | | | | | |
| Fitoplankton | wskaźnik fitoplanktonowy IFPL | ≥0,8 (dla typów 19, 20, 24, 25 (powierzchnia zlewni ≥ 5000 km², w innych przypadkach warunkowo), 21) | ≥0,6 (dla typów 19, 20, 24, 25 (powierzchnia zlewni ≥ 5000 km², w innych przypadkach warunkowo), 21) | ≥0,4 (dla typów 19, 20, 24, 25 (powierzchnia zlewni ≥ 5000 km², w innych przypadkach warunkowo), 21) | ≥0,2 (dla typów 19, 20, 24, 25 (powierzchnia zlewni ≥ 5000 km², w innych przypadkach warunkowo), 21) | <0,2 (dla typów 19, 20, 24, 25 (powierzchnia zlewni ≥ 5000 km², w innych przypadkach warunkowo), 21) |
| Fitobentos | wskaźnik okrzemkowy IO | >0,75 (dla typów 1–3) >0,69 (dla typów 4, 5, 8, 10) >0,66 (dla typów 6, 7, 9, 12-15) >0,61 (dla typów 16-18, 23, 26) >0,54 (dla typów 19, 20, 24, 25) | ≥0,55 (dla typów 1–3) ≥0,50 (dla typów 4, 5, 8, 10) >0,48 (dla typów 6, 7, 9, 12-15) >0,44 (dla typów 16-18, 23, 26) >0,39 (dla typów 19, 20, 24, 25) | ≥0,35 (dla typów 1–3) ≥0,30 (dla typów 4-26) | ≥0,15 | <0,15 |
| Makrofity | Makrofitowy Indeks Rzeczny | ≥65,6 (dla cieków powyżej 1500 m n.p.m. typu 1 (potoków alpejskich)) ≥61,8 (dla typów 1, 3, 4, 8, 11, 13 (wyżynnych i górskich rzek krzemianowych)) ≥55,4 (dla typów 2, 7, 9, 12, 14 (wyżynnych i górskich rzek węglanowych)) ≥48,3 (dla typów 5, 6) ≥46,5 (dla typów 10, 15 (średnich rzek wyżynnych)) ≥46,8 (dla typów 16, 17 – niezależnie od powierzchni zlewni, 19, 22, 25, 26, przy czym dwa ostatnie typy tylko dotyczą rzek piaszczystych – powierzchnia zlewni ≤ 1000 km²) ≥47,1 (dla typów 18 – niezależnie od powierzchni zlewni, 20 – powierzchnia zlewni ≤ 1000 km²) ≥44,5 (dla typów 23, 24 – niezależnie od powierzchni zlewni, 25, 26, przy czym dwa ostatnie typy tylko dotyczą rzek organicznych – powierzchnia zlewni ≤ 1000 km²) ≥44,7 (dla typów 21 – niezależnie od powierzchni zlewni, 19, 20, 22 – powierzchnia zlewni > 1000 km² (dużych rzek nizinnych)) | ≥50,7 (dla cieków powyżej 1500 m n.p.m. typu 1 (potoków alpejskich)) ≥48,1 (dla typów 1, 3, 4, 8, 11, 13 (wyżynnych i górskich rzek krzemianowych)) ≥42,0 (dla typów 2, 7, 9, 12, 14 (wyżynnych i górskich rzek węglanowych)) ≥37,7 (dla typów 5, 6) ≥37,8 (dla typów 10, 15 (średnich rzek wyżynnych)) ≥36,6 (dla typów 16, 17 – niezależnie od powierzchni zlewni, 19, 22, 25, 26, przy czym dwa ostatnie typy tylko dotyczą rzek piaszczystych – powierzchnia zlewni ≤ 1000 km²) ≥36,8 (dla typów 18 – niezależnie od powierzchni zlewni, 20 – powierzchnia zlewni ≤ 1000 km²) ≥35,0 (dla typów 23, 24 – niezależnie od powierzchni zlewni, 25, 26, przy czym dwa ostatnie typy tylko dotyczą rzek organicznych – powierzchnia zlewni ≤ 1000 km²) ≥36,5 (dla typów 21 – niezależnie od powierzchni zlewni, 19, 20, 22 – powierzchnia zlewni > 1000 km² (dużych rzek nizinnych)) | ≥38,8 (dla cieków powyżej 1500 m n.p.m. typu 1 (potoków alpejskich)) ≥37,0 (dla typów 1, 3, 4, 8, 11, 13 (wyżynnych i górskich rzek krzemianowych)) ≥31,4 (dla typów 2, 7, 9, 12, 14 (wyżynnych i górskich rzek węglanowych)) ≥27,0 (dla typów 5, 6) ≥29,0 (dla typów 10, 15 (średnich rzek wyżynnych)) ≥26,4 (dla typów 16, 17 – niezależnie od powierzchni zlewni, 19, 22, 25, 26, przy czym dwa ostatnie typy tylko dotyczą rzek piaszczystych – powierzchnia zlewni ≤ 1000 km²) ≥26,5 (dla typów 18 – niezależnie od powierzchni zlewni, 20 – powierzchnia zlewni ≤ 1000 km²) ≥25,4 (dla typów 23, 24 – niezależnie od powierzchni zlewni, 25, 26, przy czym dwa ostatnie typy tylko dotyczą rzek organicznych – powierzchnia zlewni ≤ 1000 km²) ≥28,2 (dla typów 21 – niezależnie od powierzchni zlewni, 19, 20, 22 – powierzchnia zlewni > 1000 km² (dużych rzek nizinnych))              | ≥24,0 (dla cieków powyżej 1500 m n.p.m. typu 1 (potoków alpejskich)) ≥23,3 (dla typów 1, 3, 4, 8, 11, 13 (wyżynnych i górskich rzek krzemianowych)) ≥18,0 (dla typów 2, 7, 9, 12, 14 (wyżynnych i górskich rzek węglanowych)) ≥16,4 (dla typów 5, 6) ≥20,3 (dla typów 10, 15 (średnich rzek wyżynnych)) ≥16,1 (dla typów 16, 17 – niezależnie od powierzchni zlewni, 19, 22, 25, 26, przy czym dwa ostatnie typy tylko dotyczą rzek piaszczystych – powierzchnia zlewni ≤ 1000 km²) ≥16,2 (dla typów 18 – niezależnie od powierzchni zlewni, 20 – powierzchnia zlewni ≤ 1000 km²) ≥15,8 (dla typów 23, 24 – niezależnie od powierzchni zlewni, 25, 26, przy czym dwa ostatnie typy tylko dotyczą rzek organicznych – powierzchnia zlewni ≤ 1000 km²) ≥20,0 (dla typów 21 – niezależnie od powierzchni zlewni, 19, 20, 22 – powierzchnia zlewni > 1000 km² (dużych rzek nizinnych))                                        | <24,0 (dla cieków powyżej 1500 m n.p.m. typu 1 (potoków alpejskich)) <23,3 (dla typów 1, 3, 4, 8, 11, 13 (wyżynnych i górskich rzek krzemianowych)) ≥18,0 (dla typów 2, 7, 9, 12, 14 (wyżynnych i górskich rzek węglanowych)) ≥16,4 (dla typów 5, 6) ≥20,3 (dla typów 10, 15 (średnich rzek wyżynnych)) <16,1 (dla typów 16, 17 – niezależnie od powierzchni zlewni, 19, 22, 25, 26, przy czym dwa ostatnie typy tylko dotyczą rzek piaszczystych – powierzchnia zlewni ≤ 1000 km²) <16,2 (dla typów 18 – niezależnie od powierzchni zlewni, 20 – powierzchnia zlewni ≤ 1000 km²) <15,8 (dla typów 23, 24 – niezależnie od powierzchni zlewni, 25, 26, przy czym dwa ostatnie typy tylko dotyczą rzek organicznych – powierzchnia zlewni ≤ 1000 km²) <20,0 (dla typów 21 – niezależnie od powierzchni zlewni, 19, 20, 22 – powierzchnia zlewni > 1000 km² (dużych rzek nizinnych))                                        |
| Makrobezkręgowce bentosowe | MMI_PL | ≥0,674 (dla typów 1, 2 (potoków tatrzańskich)) ≥0,860 (dla typów 3-5, 8, 10 (potoków sudeckich i wyżynnych rzek krzemianowych zachodnich)) ≥0,891 (dla typów 6, 7, 9, 11-15 (wyżynnych rzek krzemianowych wschodnich i węglanowych)) ≥0,908 (dla typu 17 (nizinnych potoków piaszczystych)) ≥0,903 (dla typów 16, 18-22, 26 (rzek nizinnych i przyujściowych)) ≥0,893 (dla typów 23, 25 (rzek nizinnych torfowiskowych i łączących jeziora) | ≥0,614 (dla typów 1, 2 (potoków tatrzańskich)) ≥0,667 (dla typów 3-5, 8, 10 (potoków sudeckich i wyżynnych rzek krzemianowych zachodnich)) ≥0,698 (dla typów 6, 7, 9, 11-15 (wyżynnych rzek krzemianowych wschodnich i węglanowych)) ≥0,716 (dla typu 17 (nizinnych potoków piaszczystych)) ≥0,717 (dla typów 16, 18-22, 26 (rzek nizinnych i przyujściowych)) ≥0,687 (dla typów 23, 25 (rzek nizinnych torfowiskowych i łączących jeziora) | ≥0,409 (dla typów 1, 2 (potoków tatrzańskich)) ≥0,445 (dla typów 3-5, 8, 10 (potoków sudeckich i wyżynnych rzek krzemianowych zachodnich)) ≥0,465 (dla typów 6, 7, 9, 11-15 (wyżynnych rzek krzemianowych wschodnich i węglanowych)) ≥0,477 (dla typu 17 (nizinnych potoków piaszczystych)) ≥0,478 (dla typów 16, 18-22, 26 (rzek nizinnych i przyujściowych)) ≥0,458 (dla typów 23, 25 (rzek nizinnych torfowiskowych i łączących jeziora) | ≥0,205 (dla typów 1, 2 (potoków tatrzańskich)) ≥0,222 (dla typów 3-5, 8, 10 (potoków sudeckich i wyżynnych rzek krzemianowych zachodnich)) ≥0,233 (dla typów 6, 7, 9, 11-15 (wyżynnych rzek krzemianowych wschodnich i węglanowych)) ≥0,239 (dla typów 16-22, 26 (potoków i rzek nizinnych i przyujściowych)) ≥0,229 (dla typów 23, 25 (rzek nizinnych torfowiskowych i łączących jeziora) | <0,205 (dla typów 1, 2 (potoków tatrzańskich)) <0,222 (dla typów 3-5, 8, 10 (potoków sudeckich i wyżynnych rzek krzemianowych zachodnich)) <0,233 (dla typów 6, 7, 9, 11-15 (wyżynnych rzek krzemianowych wschodnich i węglanowych)) <0,239 (dla typów 16-22, 26 (potoków i rzek nizinnych i przyujściowych)) <0,229 (dla typów 23, 25 (rzek nizinnych torfowiskowych i łączących jeziora) |
| Ichtiofauna | EFI+ lub IBI (weryfikowany przez wskaźnik diadromiczny) | ≥0,911 (dla typów 1-20, 22, z dominacją ryb łososiowatych) ≥0,939 (dla typów 1-20, 22, z dominacją ryb karpiowatych, połów podczas brodzenia) ≥0,917 (dla typów 1-20, 22, z dominacją ryb karpiowatych, połów z łodzi) ≥0,883 (dla typów 21, 23-25) | ≥0,755 (dla typów 1-20, 22, z dominacją ryb łososiowatych) ≥0,655 (dla typów 1-20, 22, z dominacją ryb karpiowatych, połów podczas brodzenia) ≥0,562 (dla typów 1-20, 22, z dominacją ryb karpiowatych, połów z łodzi) ≥0,750 (dla typów 21, 23-25) | ≥0,503 (dla typów 1-20, 22, z dominacją ryb łososiowatych) ≥0,437 (dla typów 1-20, 22, z dominacją ryb karpiowatych, połów podczas brodzenia) ≥0,375 (dla typów 1-20, 22, z dominacją ryb karpiowatych, połów z łodzi) ≥0,600 (dla typów 21, 23-25) | ≥0,252 (dla typów 1-20, 22, z dominacją ryb łososiowatych) ≥0,218 (dla typów 1-20, 22, z dominacją ryb karpiowatych, połów podczas brodzenia) ≥0,187 (dla typów 1-20, 22, z dominacją ryb karpiowatych, połów z łodzi) ≥0,400 (dla typów 21, 23-25) | <0,252 (dla typów 1-20, 22, z dominacją ryb łososiowatych) <0,218 (dla typów 1-20, 22, z dominacją ryb karpiowatych, połów podczas brodzenia) <0,187 (dla typów 1-20, 22, z dominacją ryb karpiowatych, połów z łodzi) <0,400 (dla typów 21, 23-25) |
| Elementy hydromorfologiczne | | | | | | |
| Reżim hydrologiczny | ilość i dynamika przepływu wody | Różnice do 15% przepływu średniego | nie ustala się | nie ustala się | nie ustala się | nie ustala się |
| Reżim hydrologiczny | połączenie z wodami podziemnymi | Stan odpowiadający warunkom niezakłóconym lub zbliżony | nie ustala się | nie ustala się | nie ustala się | nie ustala się |
| Ciągłość cieku | liczba i rodzaj barier | Brak barier innych niż naturalne | nie ustala się | nie ustala się | nie ustala się | nie ustala się |
| Ciągłość cieku | możliwość przejścia dla organizmów wodnych | Stan umożliwiający niezakłóconą migrację organizmów wodnych i transport osadów | nie ustala się | nie ustala się | nie ustala się | nie ustala się |
| Warunki morfologiczne | głębokość cieku struktura i podłoże koryta struktura strefy nadbrzeżnej szybkość prądu | Stan odpowiadający warunkom niezakłóconym lub zbliżony | nie ustala się | nie ustala się | nie ustala się | nie ustala się |
| Elementy fizyczno-chemiczne | | | | | | |
| Stan fizyczny | temperatura wody [°C] | ≤22 | ≤24 | nie ustala się | nie ustala się | nie ustala się |
| Stan fizyczny | zawiesina ogólna [mg/l] | ≤25 | ≤50 | nie ustala się | nie ustala się | nie ustala się |
| Warunki tlenowe i zanieczyszczenie organiczne                                                                                        | tlen rozpuszczony [mg/l] | ≥7 | ≥5 | nie ustala się | nie ustala się | nie ustala się |
| Warunki tlenowe i zanieczyszczenie organiczne                                                                                        | BZT5 [mg O2/l] | ≤3 | ≤6 | nie ustala się | nie ustala się | nie ustala się |
| Warunki tlenowe i zanieczyszczenie organiczne                                                                                        | ChZTMn [mg O2/l] | ≤6 | ≤12 | nie ustala się | nie ustala się | nie ustala się |
| Warunki tlenowe i zanieczyszczenie organiczne                                                                                        | OWO [mg C/l] | ≤10 (wyjątek – cieki organiczne typu 23 i 24 – ≤15) | ≤15 (wyjątek – cieki organiczne typu 23 i 24 – ≤20) | nie ustala się | nie ustala się | nie ustala się |
| Warunki tlenowe i zanieczyszczenie organiczne                                                                                        | ChZTCr [mg O2/l] | ≤25 | ≤30 | nie ustala się | nie ustala się | nie ustala się |
| Zasolenie | przewodnictwo właściwe w 20 °C [μS/cm] | ≤1000 | ≤1500 | nie ustala się | nie ustala się | nie ustala się |
| Zasolenie | substancje rozpuszczone [mg/l] | ≤500 | ≤800 | nie ustala się | nie ustala się | nie ustala się |
| Zasolenie | siarczany [mg/l] | ≤150 | ≤250 | nie ustala się | nie ustala się | nie ustala się |
| Zasolenie | chlorki [mg/l] | ≤200 | ≤300 | nie ustala się | nie ustala się | nie ustala się |
| Zasolenie | wapń (rozpuszczony) [mg/l] | ≤100 | ≤200 | nie ustala się | nie ustala się | nie ustala się |
| Zasolenie | magnez (rozpuszczony) [mg/l] | ≤50 | ≤100 | nie ustala się | nie ustala się | nie ustala się |
| Zasolenie | twardość wody (ogólna) [mgCaCO3/l] | ≤200 (dla typów 1, 3–5, 8, 10) ≤300 (dla typów 2, 6, 7, 9, 12, 14–26) | ≤300 (dla typów 1, 3–5, 8, 10) ≤500 (dla typów 2, 6, 7, 9, 12, 14–26) | nie ustala się | nie ustala się | nie ustala się |
| Zakwaszenie | odczyn | 6–8,5 | 6–9 | nie ustala się | nie ustala się | nie ustala się |
| Zakwaszenie | zasadowość ogólna [mgCaCO3/l] | ≤100 (dla typów 1, 3–5, 8, 10) ≤150 (dla typów 2, 6, 7, 9, 12, 14–26) | ≤150 (dla typów 1, 3–5, 8, 10) ≤250 (dla typów 2, 6, 7, 9, 12, 14–26) | nie ustala się | nie ustala się | nie ustala się |
| Warunki biogenne | azot amonowy [mg/l] | ≤0,78 | ≤1,56 | nie ustala się | nie ustala się | nie ustala się |
| Warunki biogenne | azot azotanowy [mg/l] | ≤2,2 | ≤5 | nie ustala się | nie ustala się | nie ustala się |
| Warunki biogenne | azot Kjeldahla [mg/l] | ≤1 | ≤2 | nie ustala się | nie ustala się | nie ustala się |
| Warunki biogenne | azot ogólny (całkowity) [mg/l] | ≤5 | ≤10 | nie ustala się | nie ustala się | nie ustala się |
| Warunki biogenne | fosforany [mg/l] | ≤0,2 | ≤0,31 | | | |
| Warunki biogenne | fosfor ogólny [mg/l] | ≤0,2 | ≤0,4 | nie ustala się | nie ustala się | nie ustala się |
| Substancje szczególnie szkodliwe dla środowiska wodnego                                                                              | substancje priorytetowe w dziedzinie polityki wodnej | określone szczegółowo | określone szczegółowo | nie ustala się | nie ustala się | nie ustala się |
| Substancje szczególnie szkodliwe dla środowiska wodnego                                                                              | inne substancje wprowadzane do wody w dużych ilościach | określone szczegółowo | określone szczegółowo | nie ustala się | nie ustala się | nie ustala się |
| Cieki wyznaczone jako sztuczne lub silnie zmienione, w tym zbiorniki zaporowe (typy wyznaczone przez ministerstwo środowiska)        | | | | | | |
| Elementy biologiczne | | | | | | |
| Fitoplankton | wskaźnik fitoplanktonowy IFPL | ≥0,8 (dla typów 19, 20, 24, 25 (powierzchnia zlewni ≥ 5000 km², w innych przypadkach warunkowo), 0 i 21) | ≥0,6 (dla typów 19, 20, 24, 25 (powierzchnia zlewni ≥ 5000 km², w innych przypadkach warunkowo), 0 i 21) | ≥0,4 (dla typów 19, 20, 24, 25 (powierzchnia zlewni ≥ 5000 km², w innych przypadkach warunkowo), 0 i 21) | ≥0,2 (dla typów 19, 20, 24, 25 (powierzchnia zlewni ≥ 5000 km², w innych przypadkach warunkowo), 0 i 21) | <0,2 (dla typów 19, 20, 24, 25 (powierzchnia zlewni ≥ 5000 km², w innych przypadkach warunkowo), 0 i 21) |
| Fitobentos | wskaźnik okrzemkowy IO | >0,75 (dla typów 1–3 oraz 0 będących wyłącznie zbiornikami zaporowymi) >0,69 (dla typów 4, 5, 8, 10) >0,66 (dla typów 6, 7, 9, 12-15) >0,61 (dla typów 16-18, 23, 26) >0,54 (dla typów 19, 20, 24, 25) | ≥0,55 (dla typów 1–3) ≥0,50 (dla typów 4, 5, 8, 10) >0,48 (dla typów 6, 7, 9, 12-15) >0,44 (dla typów 16-18, 23, 26) >0,39 (dla typów 19, 20, 24, 25) ≥0,65 (dla typu 0 będących wyłącznie zbiornikami zaporowymi) | ≥0,35 (dla typów 1–3) ≥0,30 (dla typów 4-26) ≥0,45 (dla typu 0 będących wyłącznie zbiornikami zaporowymi) | ≥0,15 ≥0,20 (dla typu 0 będących wyłącznie zbiornikami zaporowymi) | <0,15 <0,2 (dla typu 0 będących wyłącznie zbiornikami zaporowymi) |
| Makrofity | Makrofitowy Indeks Rzeczny | ≥61,8 (dla typów 1, 3, 4, 8, 11, 13 (wyżynnych i górskich rzek krzemianowych)) ≥55,4 (dla typów 2, 7, 9, 12, 14 (wyżynnych i górskich rzek węglanowych)) ≥48,3 (dla typów 5, 6) ≥46,5 (dla typów 10, 15 (średnich rzek wyżynnych)) ≥46,8 (dla typów 16, 17 – niezależnie od powierzchni zlewni, 0, 19, 22, 25, 26, przy czym pierwszy typ dotyczy wyłącznie kanałów, a dwa ostatnie rzek piaszczystych – powierzchnia zlewni ≤ 1000 km²) ≥47,1 (dla typów 18 – niezależnie od powierzchni zlewni, 20 – powierzchnia zlewni ≤ 1000 km²) ≥44,5 (dla typów 23, 24 – niezależnie od powierzchni zlewni, 25, 26, przy czym dwa ostatnie typy tylko dotyczą rzek organicznych – powierzchnia zlewni ≤ 1000 km²) ≥44,7 (dla typów 21 – niezależnie od powierzchni zlewni, 0, 19, 20, 22 – powierzchnia zlewni > 1000 km² (kanałów i dużych rzek nizinnych))                               | ≥48,1 (dla typów 1, 3, 4, 8, 11, 13 (wyżynnych i górskich rzek krzemianowych)) ≥42,0 (dla typów 2, 7, 9, 12, 14 (wyżynnych i górskich rzek węglanowych)) ≥37,7 (dla typów 5, 6) ≥37,8 (dla typów 10, 15 (średnich rzek wyżynnych)) ≥36,6 (dla typów 16, 17 – niezależnie od powierzchni zlewni, 0, 19, 22, 25, 26, przy czym pierwszy typ dotyczy wyłącznie kanałów, a dwa ostatnie rzek piaszczystych – powierzchnia zlewni ≤ 1000 km²) ≥36,8 (dla typów 18 – niezależnie od powierzchni zlewni, 20 – powierzchnia zlewni ≤ 1000 km²) ≥35,0 (dla typów 23, 24 – niezależnie od powierzchni zlewni, 25, 26, przy czym dwa ostatnie typy tylko dotyczą rzek organicznych – powierzchnia zlewni ≤ 1000 km²) ≥36,5 (dla typów 21 – niezależnie od powierzchni zlewni, 0, 19, 20, 22 – powierzchnia zlewni > 1000 km² (kanałów i dużych rzek nizinnych))                               | ≥38,8 (dla cieków powyżej 1500 m n.p.m. typu 1 (potoków alpejskich)) ≥37,0 (dla typów 1, 3, 4, 8, 11, 13 (wyżynnych i górskich rzek krzemianowych)) ≥31,4 (dla typów 2, 7, 9, 12, 14 (wyżynnych i górskich rzek węglanowych)) ≥27,0 (dla typów 5, 6) ≥29,0 (dla typów 10, 15 (średnich rzek wyżynnych)) ≥26,4 (dla typów 16, 17 – niezależnie od powierzchni zlewni, 19, 22, 25, 26, przy czym dwa ostatnie typy tylko dotyczą rzek piaszczystych – powierzchnia zlewni ≤ 1000 km²) ≥26,5 (dla typów 18 – niezależnie od powierzchni zlewni, 20 – powierzchnia zlewni ≤ 1000 km²) ≥25,4 (dla typów 23, 24 – niezależnie od powierzchni zlewni, 25, 26, przy czym dwa ostatnie typy tylko dotyczą rzek organicznych – powierzchnia zlewni ≤ 1000 km²) ≥28,2 (dla typów 21 – niezależnie od powierzchni zlewni, 0, 19, 20, 22 – powierzchnia zlewni > 1000 km² (kanałów i dużych rzek nizinnych)) | ≥24,0 (dla cieków powyżej 1500 m n.p.m. typu 1 (potoków alpejskich)) ≥23,3 (dla typów 1, 3, 4, 8, 11, 13 (wyżynnych i górskich rzek krzemianowych)) ≥18,0 (dla typów 2, 7, 9, 12, 14 (wyżynnych i górskich rzek węglanowych)) ≥16,4 (dla typów 5, 6) ≥20,3 (dla typów 10, 15 (średnich rzek wyżynnych)) ≥16,1 (dla typów 16, 17 – niezależnie od powierzchni zlewni, 0, 19, 22, 25, 26, przy czym pierwszy typ dotyczy wyłącznie kanałów, a dwa ostatnie rzek piaszczystych – powierzchnia zlewni ≤ 1000 km²) ≥16,2 (dla typów 18 – niezależnie od powierzchni zlewni, 20 – powierzchnia zlewni ≤ 1000 km²) ≥15,8 (dla typów 23, 24 – niezależnie od powierzchni zlewni, 25, 26, przy czym dwa ostatnie typy tylko dotyczą rzek organicznych – powierzchnia zlewni ≤ 1000 km²) ≥20,0 (dla typów 21 – niezależnie od powierzchni zlewni, 0, 19, 20, 22 – powierzchnia zlewni > 1000 km² (kanałów i dużych rzek nizinnych)) | <24,0 (dla cieków powyżej 1500 m n.p.m. typu 1 (potoków alpejskich)) <23,3 (dla typów 1, 3, 4, 8, 11, 13 (wyżynnych i górskich rzek krzemianowych)) ≥18,0 (dla typów 2, 7, 9, 12, 14 (wyżynnych i górskich rzek węglanowych)) ≥16,4 (dla typów 5, 6) ≥20,3 (dla typów 10, 15 (średnich rzek wyżynnych)) <16,1 (dla typów 16, 17 – niezależnie od powierzchni zlewni, 0, 19, 22, 25, 26, przy czym pierwszy typ dotyczy wyłącznie kanałów, a dwa ostatnie rzek piaszczystych – powierzchnia zlewni ≤ 1000 km²) <16,2 (dla typów 18 – niezależnie od powierzchni zlewni, 20 – powierzchnia zlewni ≤ 1000 km²) <15,8 (dla typów 23, 24 – niezależnie od powierzchni zlewni, 25, 26, przy czym dwa ostatnie typy tylko dotyczą rzek organicznych – powierzchnia zlewni ≤ 1000 km²) <20,0 (dla typów 21 – niezależnie od powierzchni zlewni, 0, 19, 20, 22 – powierzchnia zlewni > 1000 km² (kanałów i dużych rzek nizinnych)) |
| Makrobezkręgowce bentosowe | MMI_PL dla rzek i kanałów lub MZB dla zbiorników zaporowych | ≥0,674 (dla typów 1, 2 (potoków tatrzańskich)) ≥0,860 (dla typów 3-5, 8, 10 (potoków sudeckich i wyżynnych rzek krzemianowych zachodnich)) ≥0,891 (dla typów 6, 7, 9, 11-15 (wyżynnych rzek krzemianowych wschodnich i węglanowych)) ≥0,908 (dla typu 17 (nizinnych potoków piaszczystych)) ≥0,903 (dla typów 16, 18-22, 26 (rzek nizinnych i przyujściowych)) ≥0,893 (dla typów 23, 25 (rzek nizinnych torfowiskowych i łączących jeziora) >0,6 (dla zbiorników zaporowych) | ≥0,614 (dla typów 1, 2 (potoków tatrzańskich)) ≥0,667 (dla typów 3-5, 8, 10 (potoków sudeckich i wyżynnych rzek krzemianowych zachodnich)) ≥0,698 (dla typów 6, 7, 9, 11-15 (wyżynnych rzek krzemianowych wschodnich i węglanowych)) ≥0,716 (dla typu 17 (nizinnych potoków piaszczystych)) ≥0,717 (dla typów 16, 18-22, 26 (rzek nizinnych i przyujściowych)) ≥0,687 (dla typów 23, 25 (rzek nizinnych torfowiskowych i łączących jeziora) ≥0,5 (dla zbiorników zaporowych) | ≥0,409 (dla typów 1, 2 (potoków tatrzańskich)) ≥0,445 (dla typów 3-5, 8, 10 (potoków sudeckich i wyżynnych rzek krzemianowych zachodnich)) ≥0,465 (dla typów 6, 7, 9, 11-15 (wyżynnych rzek krzemianowych wschodnich i węglanowych)) ≥0,477 (dla typu 17 (nizinnych potoków piaszczystych)) ≥0,478 (dla typów 16, 18-22, 26 (rzek nizinnych i przyujściowych)) ≥0,458 (dla typów 23, 25 (rzek nizinnych torfowiskowych i łączących jeziora) ≥0,4 (dla zbiorników zaporowych) | ≥0,205 (dla typów 1, 2 (potoków tatrzańskich)) ≥0,222 (dla typów 3-5, 8, 10 (potoków sudeckich i wyżynnych rzek krzemianowych zachodnich)) ≥0,233 (dla typów 6, 7, 9, 11-15 (wyżynnych rzek krzemianowych wschodnich i węglanowych)) ≥0,239 (dla typów 16-22, 26 (potoków i rzek nizinnych i przyujściowych)) ≥0,229 (dla typów 23, 25 (rzek nizinnych torfowiskowych i łączących jeziora) ≥0,2 (dla zbiorników zaporowych) | <0,205 (dla typów 1, 2 (potoków tatrzańskich)) <0,222 (dla typów 3-5, 8, 10 (potoków sudeckich i wyżynnych rzek krzemianowych zachodnich)) <0,233 (dla typów 6, 7, 9, 11-15 (wyżynnych rzek krzemianowych wschodnich i węglanowych)) <0,239 (dla typów 16-22, 26 (potoków i rzek nizinnych i przyujściowych)) <0,229 (dla typów 23, 25 (rzek nizinnych torfowiskowych i łączących jeziora) <0,2 (dla zbiorników zaporowych) |
| Ichtiofauna | EFI+ lub IBI (weryfikowany przez wskaźnik diadromiczny) | ≥0,911 (dla typów 1-20, 22, z dominacją ryb łososiowatych) ≥0,939 (dla typów 1-20, 22, z dominacją ryb karpiowatych, połów podczas brodzenia) ≥0,917 (dla typów 1-20, 22, z dominacją ryb karpiowatych, połów z łodzi) ≥0,883 (dla typów 21, 23-25) | ≥0,755 (dla typów 1-20, 22, z dominacją ryb łososiowatych) ≥0,655 (dla typów 1-20, 22, z dominacją ryb karpiowatych, połów podczas brodzenia) ≥0,562 (dla typów 1-20, 22, z dominacją ryb karpiowatych, połów z łodzi) ≥0,750 (dla typów 21, 23-25) | ≥0,503 (dla typów 1-20, 22, z dominacją ryb łososiowatych) ≥0,437 (dla typów 1-20, 22, z dominacją ryb karpiowatych, połów podczas brodzenia) ≥0,375 (dla typów 1-20, 22, z dominacją ryb karpiowatych, połów z łodzi) ≥0,600 (dla typów 21, 23-25) | ≥0,252 (dla typów 1-20, 22, z dominacją ryb łososiowatych) ≥0,218 (dla typów 1-20, 22, z dominacją ryb karpiowatych, połów podczas brodzenia) ≥0,187 (dla typów 1-20, 22, z dominacją ryb karpiowatych, połów z łodzi) ≥0,400 (dla typów 21, 23-25) | <0,252 (dla typów 1-20, 22, z dominacją ryb łososiowatych) <0,218 (dla typów 1-20, 22, z dominacją ryb karpiowatych, połów podczas brodzenia) <0,187 (dla typów 1-20, 22, z dominacją ryb karpiowatych, połów z łodzi) <0,400 (dla typów 21, 23-25) |
| Elementy hydromorfologiczne | | | | | | |
| Reżim hydrologiczny | ilość i dynamika przepływu wody | Stan odpowiadający jedynie oddziaływaniom, ze względu na które ciek wyznaczono jako silnie zmienioną lub sztuczną część wód | nie ustala się | nie ustala się | nie ustala się | nie ustala się |
| Reżim hydrologiczny | połączenie z wodami podziemnymi | Stan odpowiadający jedynie oddziaływaniom, ze względu na które ciek wyznaczono jako silnie zmienioną lub sztuczną część wód | nie ustala się | nie ustala się | nie ustala się | nie ustala się |
| Ciągłość cieku | liczba i rodzaj barier | Stan odpowiadający jedynie oddziaływaniom, ze względu na które ciek wyznaczono jako silnie zmienioną lub sztuczną część wód, po podjęciu wszystkich działań ochronych | nie ustala się | nie ustala się | nie ustala się | nie ustala się |
| Ciągłość cieku | możliwość przejścia dla organizmów wodnych | Stan odpowiadający jedynie oddziaływaniom, ze względu na które ciek wyznaczono jako silnie zmienioną lub sztuczną część wód, po podjęciu wszystkich działań ochronych | nie ustala się | nie ustala się | nie ustala się | nie ustala się |
| Warunki morfologiczne | głębokość cieku struktura i podłoże koryta struktura strefy nadbrzeżnej szybkość prądu | Stan odpowiadający jedynie oddziaływaniom, ze względu na które ciek wyznaczono jako silnie zmienioną lub sztuczną część wód | nie ustala się | nie ustala się | nie ustala się | nie ustala się |
| Elementy fizyczno-chemiczne | | | | | | |
| Stan fizyczny | temperatura wody [°C] | ≤22 | ≤24 | nie ustala się | nie ustala się | nie ustala się |
| Stan fizyczny | zawiesina ogólna [mg/l] | ≤25 | ≤50 | nie ustala się | nie ustala się | nie ustala się |
| Warunki tlenowe i zanieczyszczenie organiczne                                                                                        | tlen rozpuszczony [mg/l] | ≥7 | ≥5 | nie ustala się | nie ustala się | nie ustala się |
| Warunki tlenowe i zanieczyszczenie organiczne                                                                                        | BZT5 [mg O2/l] | ≤3 | ≤6 | nie ustala się | nie ustala się | nie ustala się |
| Warunki tlenowe i zanieczyszczenie organiczne                                                                                        | ChZTMn [mg O2/l] (nie dotyczy jednolitych części wód będących wyłącznie zbiornikami zaporowymi) | ≤6 | ≤12 | nie ustala się | nie ustala się | nie ustala się |
| Warunki tlenowe i zanieczyszczenie organiczne                                                                                        | OWO [mg C/l] | ≤10 (wyjątek – cieki organiczne typu 23 i 24 – ≤15) | ≤15 (wyjątek – cieki organiczne typu 23 i 24 – ≤20) | nie ustala się | nie ustala się | nie ustala się |
| Warunki tlenowe i zanieczyszczenie organiczne                                                                                        | ChZTCr [mg O2/l] | ≤25 | ≤30 | nie ustala się | nie ustala się | nie ustala się |
| Zasolenie | przewodnictwo właściwe w 20 °C [μS/cm] | ≤1000 | ≤1500 | nie ustala się | nie ustala się | nie ustala się |
| Zasolenie | substancje rozpuszczone [mg/l] | ≤500 | ≤800 | nie ustala się | nie ustala się | nie ustala się |
| Zasolenie | siarczany [mg/l] (nie dotyczy jednolitych części wód będących wyłącznie zbiornikami zaporowymi) | ≤150 | ≤250 | nie ustala się | nie ustala się | nie ustala się |
| Zasolenie | chlorki [mg/l] (nie dotyczy jednolitych części wód będących wyłącznie zbiornikami zaporowymi) | ≤200 | ≤300 | nie ustala się | nie ustala się | nie ustala się |
| Zasolenie | wapń (rozpuszczony) [mg/l] (nie dotyczy jednolitych części wód będących wyłącznie zbiornikami zaporowymi) | ≤100 | ≤200 | nie ustala się | nie ustala się | nie ustala się |
| Zasolenie | magnez (rozpuszczony) [mg/l] (nie dotyczy jednolitych części wód będących wyłącznie zbiornikami zaporowymi) | ≤50 | ≤100 | nie ustala się | nie ustala się | nie ustala się |
| Zasolenie | twardość wody (ogólna) [mgCaCO3/l] (nie dotyczy jednolitych części wód będących wyłącznie zbiornikami zaporowymi) | ≤200 (dla typów 1, 3–5, 8, 10) ≤300 (dla typów 2, 6, 7, 9, 12, 14–26) | ≤300 (dla typów 1, 3–5, 8, 10) ≤500 (dla typów 2, 6, 7, 9, 12, 14–26) | nie ustala się | nie ustala się | nie ustala się |
| Zakwaszenie | odczyn | 6–8,5 | 6–9 | nie ustala się | nie ustala się | nie ustala się |
| Zakwaszenie | zasadowość ogólna [mgCaCO3/l] (nie dotyczy jednolitych części wód będących wyłącznie zbiornikami zaporowymi) | ≤100 (dla typów 1, 3–5, 8, 10) ≤150 (dla typów 2, 6, 7, 9, 12, 14–26) | ≤150 (dla typów 1, 3–5, 8, 10) ≤250 (dla typów 2, 6, 7, 9, 12, 14–26) | nie ustala się | nie ustala się | nie ustala się |
| Warunki biogenne | azot amonowy [mg/l] (nie dotyczy jednolitych części wód będących wyłącznie zbiornikami zaporowymi) | ≤0,78 | ≤1,56 | nie ustala się | nie ustala się | nie ustala się |
| Warunki biogenne | azot azotanowy [mg/l] | ≤2,2 | ≤5 | nie ustala się | nie ustala się | nie ustala się |
| Warunki biogenne | azot Kjeldahla [mg/l] (nie dotyczy jednolitych części wód będących wyłącznie zbiornikami zaporowymi) | ≤1 | ≤2 | nie ustala się | nie ustala się | nie ustala się |
| Warunki biogenne | azot ogólny (całkowity) [mg/l] | ≤5 | ≤10 | nie ustala się | nie ustala się | nie ustala się |
| Warunki biogenne | fosforany [mg/l] | ≤0,2 | ≤0,31 | | | |
| Warunki biogenne | fosfor ogólny [mg/l] | ≤0,2 | ≤0,4 | nie ustala się | nie ustala się | nie ustala się |
| Substancje szczególnie szkodliwe dla środowiska wodnego                                                                              | substancje priorytetowe w dziedzinie polityki wodnej | określone szczegółowo | określone szczegółowo | nie ustala się | nie ustala się | nie ustala się |
| Substancje szczególnie szkodliwe dla środowiska wodnego                                                                              | inne substancje wprowadzane do wody w dużych ilościach | określone szczegółowo | określone szczegółowo | nie ustala się | nie ustala się | nie ustala się |
| jeziora | | | | | | |
| Elementy biologiczne | | | | | | |
| Fitoplankton | Indeks Fitoplanktonowy dla Polskich Jezior (PMPL) | <1,00 | ≤2,00 | ≤3,00 | ≤4,00 | >4,00 |
| Fitobentos | wskaźnik okrzemkowy OIJ | >0,705 | ≥0,590 | ≥0,400 | ≥0,150 | <0,150 |
| Makrofity | Makrofitowy Indeks Stanu Ekologicznego, weryfikowany przez zbiorowiska wskaźnikowe (nie dotyczy jezior lobeliowych i dystroficznych, a także przymorskich) | ≥0,68 | ≥0,41 | ≥0,205 | ≥0,07 | <0,07 |
| Makrobezkręgowce bentosowe | w trakcie ustalania | w roku 2014 jeszcze nieokreślone | w roku 2014 jeszcze nieokreślone | w roku 2014 jeszcze nieokreślone | w roku 2014 jeszcze nieokreślone | w roku 2014 jeszcze nieokreślone |
| Ichtiofauna | Jeziorowy Indeks Rybny LFI+ lub LFI-CEN | ≥0,71 | ≥0,46 | ≥0,26 | ≥0,11 | <0,11 |
| Elementy hydromorfologiczne | | | | | | |
| Reżim hydrologiczny | ilość i dynamika przepływu wody, poziom połączenie z wodami podziemnymi czas retencji | Stan odpowiadający warunkom niezakłóconym lub zbliżony | nie ustala się | nie ustala się | nie ustala się | nie ustala się |
| Warunki morfologiczne | zmienność głębokości struktura ilościowa i podłoże dna struktura brzegu | Stan odpowiadający warunkom niezakłóconym lub zbliżony | nie ustala się | nie ustala się | nie ustala się | nie ustala się |
| Elementy fizyczno-chemiczne | | | | | | |
| Stan fizyczny | widzialność krążka Secchiego [m] | 2,5 (dla jezior stratyfikowanych o współczynniku Schindlera <2) 1,7 (dla jezior stratyfikowanych o współczynniku Schindlera >2) 1,5 (dla jezior niestratyfikowanych i przymorskich o współczynniku Schindlera <2) 1 (dla jezior niestratyfikowanych i przymorskich o współczynniku Schindlera >2) | 2,5 (dla jezior stratyfikowanych o współczynniku Schindlera <2) 1,7 (dla jezior stratyfikowanych o współczynniku Schindlera >2) 1,5 (dla jezior niestratyfikowanych i przymorskich o współczynniku Schindlera <2) 1 (dla jezior niestratyfikowanych i przymorskich o współczynniku Schindlera >2) | nie ustala się | nie ustala się | nie ustala się |
| Warunki tlenowe (w uzasadnionych naturą zbiornika przypadkach wartości graniczne mogą zostać obniżone) i zanieczyszczenie organiczne | tlen rozpuszczony (nad dnem w jeziorach niestratyfikowanych) [mg/l] | ≥4 | ≥4 | nie ustala się | nie ustala się | nie ustala się |
| Warunki tlenowe (w uzasadnionych naturą zbiornika przypadkach wartości graniczne mogą zostać obniżone) i zanieczyszczenie organiczne | średnie nasycenie tlenem hypolimnionu [%] | ≥10 | ≥10 | nie ustala się | nie ustala się | nie ustala się |
| Zasolenie (nie dotyczy jezior przymorskich i naturalnej bardzo dużej zawartości wapnia)                                              | przewodnictwo właściwe w 20 °C [μS/cm] | ≤600 | ≤600 | nie ustala się | nie ustala się | nie ustala się |
| Warunki biogenne | azot całkowity [mg/l] | ≤1,5 (dla jezior stratyfikowanych o współczynniku Schindlera <2) ≤2 (dla jezior stratyfikowanych o współczynniku Schindlera >2) ≤1,6 (dla jezior niestratyfikowanych i przymorskich o współczynniku Schindlera <2) ≤2,5 (dla jezior niestratyfikowanych i przymorskich o współczynniku Schindlera >2) | ≤1,5 (dla jezior stratyfikowanych o współczynniku Schindlera <2) ≤2 (dla jezior stratyfikowanych o współczynniku Schindlera >2) ≤1,6 (dla jezior niestratyfikowanych i przymorskich o współczynniku Schindlera <2) ≤2,5 (dla jezior niestratyfikowanych i przymorskich o współczynniku Schindlera >2) | nie ustala się | nie ustala się | nie ustala się |
| Warunki biogenne | fosfor ogólny [mg/l] | ≤0,06 (dla jezior stratyfikowanych o współczynniku Schindlera <2) ≤0,09 (dla jezior stratyfikowanych o współczynniku Schindlera >2) ≤0,1 (dla jezior niestratyfikowanych i przymorskich o współczynniku Schindlera <2) ≤0,12 (dla jezior niestratyfikowanych i przymorskich o współczynniku Schindlera >2) | ≤0,06 (dla jezior stratyfikowanych o współczynniku Schindlera <2) ≤0,09 (dla jezior stratyfikowanych o współczynniku Schindlera >2) ≤0,1 (dla jezior niestratyfikowanych i przymorskich o współczynniku Schindlera <2) ≤0,12 (dla jezior niestratyfikowanych i przymorskich o współczynniku Schindlera >2) | nie ustala się | nie ustala się | nie ustala się |
| Substancje szczególnie szkodliwe dla środowiska wodnego                                                                              | substancje priorytetowe w dziedzinie polityki wodnej | określone szczegółowo | określone szczegółowo | nie ustala się | nie ustala się | nie ustala się |
| Substancje szczególnie szkodliwe dla środowiska wodnego                                                                              | inne substancje wprowadzane do wody w dużych ilościach | określone szczegółowo | określone szczegółowo | nie ustala się | nie ustala się | nie ustala się |
| wody przejściowe | | | | | | |
| Elementy biologiczne | | | | | | |
| Fitoplankton | ilość chlorofilu a [μg/l] | <1,94 (dla wewnętrznej Zatoki Gdańskiej z zewnętrzną Zatoką Pucką, średnia pomiarów od czerwca do września) <2,5 (dla obszaru ujściowego Wisły oraz dla obszaru ujściowego Dziwny, średnia pomiarów od czerwca do września) <5 (dla obszaru ujściowego Świny, średnia pomiarów od czerwca do września) <15 (dla Zalewu Wiślanego, średnia pomiarów rocznych) <10 (dla Zalewu Szczecińskiego, średnia pomiarów rocznych) <1,2 (dla Zalewu Puckiego, średnia pomiarów rocznych) | ≤3,76 (dla wewnętrznej Zatoki Gdańskiej z zewnętrzną Zatoką Pucką, średnia pomiarów od czerwca do września) ≤5,5 (dla obszaru ujściowego Wisły, średnia pomiarów od czerwca do września) ≤7,5 (dla obszaru ujściowego Świny, średnia pomiarów od czerwca do września) ≤3,8 (dla obszaru ujściowego Dziwny, średnia pomiarów od czerwca do września) ≤23,2 (dla Zalewu Wiślanego, średnia pomiarów rocznych) ≤20 (dla Zalewu Szczecińskiego, średnia pomiarów rocznych) ≤2 (dla Zalewu Puckiego, średnia pomiarów rocznych) | ≤5,58 (dla wewnętrznej Zatoki Gdańskiej z zewnętrzną Zatoką Pucką, średnia pomiarów od czerwca do września) ≤8,75 (dla obszaru ujściowego Wisły, średnia pomiarów od czerwca do września) ≤15 (dla obszaru ujściowego Świny, średnia pomiarów od czerwca do września) ≤5,1 (dla obszaru ujściowego Dziwny, średnia pomiarów od czerwca do września) ≤31,3 (dla Zalewu Wiślanego, średnia pomiarów rocznych) ≤30 (dla Zalewu Szczecińskiego, średnia pomiarów rocznych) ≤2,8 (dla Zalewu Puckiego, średnia pomiarów rocznych) | ≤7,4 (dla wewnętrznej Zatoki Gdańskiej z zewnętrzną Zatoką Pucką, średnia pomiarów od czerwca do września) ≤15,25 (dla obszaru ujściowego Wisły, średnia pomiarów od czerwca do września) ≤25 (dla obszaru ujściowego Świny, średnia pomiarów od czerwca do września) ≤7,7 (dla obszaru ujściowego Dziwny, średnia pomiarów od czerwca do września) ≤50 (dla Zalewu Wiślanego, średnia pomiarów rocznych) ≤40 (dla Zalewu Szczecińskiego, średnia pomiarów rocznych) ≤4,3 (dla Zalewu Puckiego, średnia pomiarów rocznych) | >7,4 (dla wewnętrznej Zatoki Gdańskiej z zewnętrzną Zatoką Pucką, średnia pomiarów od czerwca do września) >15,25 (dla obszaru ujściowego Wisły, średnia pomiarów od czerwca do września) >25 (dla obszaru ujściowego Świny, średnia pomiarów od czerwca do września) >7,7 (dla obszaru ujściowego Dziwny, średnia pomiarów od czerwca do września) >50 (dla Zalewu Wiślanego, średnia pomiarów rocznych) >40 (dla Zalewu Szczecińskiego, średnia pomiarów rocznych) >4,3 (dla Zalewu Puckiego, średnia pomiarów rocznych) |
| Makroglony i okrytozalążkowe | wskaźnik SM | ≥0,95 (dla Zalewu Puckiego) | ≥0,80 (dla Zalewu Puckiego) | ≥0,57 (dla Zalewu Puckiego) | ≥0,20 (dla Zalewu Puckiego) | <0,20 (dla Zalewu Puckiego) |
| Makrobezkręgowce bentosowe | multimetryczny indeks B | >3,72 | ≥3,18 | ≥2,7 | ≥1,91 | <1,91 |
| Ichtiofauna | Wskaźnik SI | ≥4,4 | ≥3,4 | ≥2,4 | ≥1,4 | <1,4 |
| Elementy hydromorfologiczne | | | | | | |
| Reżim hydrologiczny | przepływ wody słodkiej, czas retencji i in. | Stan odpowiadający warunkom niezakłóconym lub zbliżony | nie ustala się | nie ustala się | nie ustala się | nie ustala się |
| Warunki morfologiczne | zmienność głębokości (kształt basenu) struktura ilościowa i podłoże dna (wielkość cząstek, zawartość materii organicznej) struktura pasma pływów (w tym roślinność) | Stan odpowiadający warunkom niezakłóconym lub zbliżony | nie ustala się | nie ustala się | nie ustala się | nie ustala się |
| Elementy fizyczno-chemiczne | | | | | | |
| Stan fizyczny | widzialność krążka Secchiego [m] | >1 (dla Zalewu Wiślanego, średnia pomiarów rocznych) >2,5 (dla Zalewu Szczecińskiego, średnia pomiarów rocznych) >4 (dla obszaru ujściowego Wisły, średnia pomiarów od czerwca do września) >5 (dla obszaru ujściowego Świny, średnia pomiarów od czerwca do września) >6 (dla Zatoki Gdańskiej z zewnętrzną Zatoką Pucką oraz dla obszaru ujściowego Dziwny, średnia pomiarów od czerwca do września) – nieustalone dla pozostałych akwenów | >0,75 (dla Zalewu Wiślanego, średnia pomiarów rocznych) >1,9 (dla Zalewu Szczecińskiego, średnia pomiarów rocznych) >3 (dla obszaru ujściowego Wisły, średnia pomiarów od czerwca do września) >3,75 (dla obszaru ujściowego Świny, średnia pomiarów od czerwca do września) >4,5 (dla Zatoki Gdańskiej z zewnętrzną Zatoką Pucką oraz dla obszaru ujściowego Dziwny, średnia pomiarów od czerwca do września) – nieustalone dla pozostałych akwenów | nie ustala się | nie ustala się | nie ustala się |
| Warunki tlenowe i zanieczyszczenie organiczne                                                                                        | tlen rozpuszczony przy dnie (wartość minimalna) [mg/l] | >6 | >4,2 | nie ustala się | nie ustala się | nie ustala się |
| Warunki tlenowe i zanieczyszczenie organiczne                                                                                        | BZT5 [mg O2/l] | ≤2 | ≤4 | nie ustala się | nie ustala się | nie ustala się |
| Warunki tlenowe i zanieczyszczenie organiczne                                                                                        | OWO [mg C/l] (średnia pomiarów od czerwca do września) | ≤5 | ≤10 | nie ustala się | nie ustala się | nie ustala się |
| Warunki tlenowe i zanieczyszczenie organiczne                                                                                        | nasycenie tlenem (warstwa 0–5 m, wartość maksymalna) [%] | 90–110 | 80–120 | nie ustala się | nie ustala się | nie ustala się |
| Zasolenie | nieustalone | w roku 2011 jeszcze nieokreślone | w roku 2011 jeszcze nieokreślone | nie ustala się | nie ustala się | nie ustala się |
| Zakwaszenie | odczyn | 7–8 | 7–8,8 | nie ustala się | nie ustala się | nie ustala się |
| Warunki biogenne | | | | | | |
| azot amonowy [mg/l] | <0,1 (dla Zalewu Wiślanego) <0,04 (dla Zalewu Szczecińskiego) | <0,15 (dla Zalewu Wiślanego) <0,06 (dla Zalewu Szczecińskiego) | nie ustala się | nie ustala się | nie ustala się | |
| azot azotanowy [mg/l] | <0,08 (dla Zatoki Gdańskiej z zewnętrzną Zatoką Pucką, średnia zimowa) <0,11 (dla obszaru ujściowego Wisły, średnia zimowa) <0,18 (dla obszaru ujściowego Świny, średnia zimowa) <0,1 (dla obszaru ujściowego Dziwny, średnia zimowa)) <0,2 (dla Zalewu Wiślanego, średnia roczna) <0,6 (dla Zalewu Szczecińskiego, średnia roczna) <0,007 (dla Zalewu Puckiego, średnia roczna) | <0,12 (dla Zatoki Gdańskiej z zewnętrzną Zatoką Pucką, średnia zimowa) <0,17 (dla obszaru ujściowego Wisły, średnia zimowa) <0,27 (dla obszaru ujściowego Świny, średnia zimowa) <0,15 (dla obszaru ujściowego Dziwny, średnia zimowa)) <0,3 (dla Zalewu Wiślanego, średnia roczna) <0,9 (dla Zalewu Szczecińskiego, średnia roczna) <0,011 (dla Zalewu Puckiego, średnia roczna) | nie ustala się | nie ustala się | nie ustala się | |
| azot ogólny [mg/l] | <0,25 (dla Zatoki Gdańskiej z zewnętrzną Zatoką Pucką oraz strefą ujściową Wisły, średnia letnia) <0,35 (dla obszaru ujściowego Świny, średnia letnia) <0,18 (dla obszaru ujściowego Dziwny, średnia letnia) <0,65 (dla Zalewu Wiślanego) <1,25 (dla Zalewu Szczecińskiego) <0,2 (dla Zalewu Puckiego)                                                                           | <0,4 (dla Zatoki Gdańskiej z zewnętrzną Zatoką Pucką oraz strefą ujściową Wisły, średnia letnia) <0,53 (dla obszaru ujściowego Świny, średnia letnia) <0,27 (dla obszaru ujściowego Dziwny, średnia letnia) <0,98 (dla Zalewu Wiślanego) <1,9 (dla Zalewu Wiślanego) <0,3 (dla Zalewu Puckiego) | nie ustala się | nie ustala się | nie ustala się | |
| azot mineralny [mg/l] | <0,091 (dla Zatoki Gdańskiej z zewnętrzną Zatoką Pucką, średnia zimowa) <0,15 (dla obszaru ujściowego Wisły, średnia zimowa) <0,21 (dla obszaru ujściowego Świny, średnia zimowa) <0,12 (dla obszaru ujściowego Dziwny, średnia zimowa) <0,25 (dla Zalewu Wiślanego) <0,7 (dla Zalewu Szczecińskiego) <0,017 (dla Zalewu Puckiego)                                               | <0,15 (dla Zatoki Gdańskiej z zewnętrzną Zatoką Pucką, średnia zimowa) <0,25 (dla obszaru ujściowego Wisły, średnia zimowa) <0,32 (dla obszaru ujściowego Świny, średnia zimowa) <0,18 (dla obszaru ujściowego Dziwny, średnia zimowa) <0,38 (dla Zalewu Wiślanego) <1,05 (dla Zalewu Szczecińskiego) <0,026 (dla Zalewu Puckiego) | nie ustala się | nie ustala się | nie ustala się | |
| fosforany [mg/l] | <0,012 (dla Zatoki Gdańskiej z zewnętrzną Zatoką Pucką) <0,022 (dla obszarów ujściowych Wisły, Świny i Dziwny) <0,03 (dla Zalewu Wiślanego) <0,06 (dla Zalewu Szczecińskiego) <0,002 (dla Zalewu Puckiego) | <0,018 (dla Zatoki Gdańskiej z zewnętrzną Zatoką Pucką) <0,035 (dla obszarów ujściowych Wisły, Świny i Dziwny) <0,045 (dla Zalewu Wiślanego) <0,09 (dla Zalewu Szczecińskiego) <0,003 (dla Zalewu Puckiego) | nie ustala się | nie ustala się | nie ustala się | |
| fosfor ogólny [mg/l] | <0,022 (dla Zatoki Gdańskiej z zewnętrzną Zatoką Pucką) <0,03 (dla obszaru ujściowego Wisły) <0,031 (dla obszaru ujściowego Świny) <0,028 (dla obszaru ujściowego Dziwny) <0,08 (dla Zalewu Wiślanego) <0,1 (dla Zalewu Szczecińskiego) <0,02 (dla Zalewu Puckiego) | <0,035 (dla Zatoki Gdańskiej z zewnętrzną Zatoką Pucką) <0,045 (dla obszaru ujściowego Wisły oraz dla obszaru ujściowego Świny) <0,032 (dla obszaru ujściowego Dziwny) <0,12 (dla Zalewu Wiślanego) <0,15 (dla Zalewu Szczecińskiego) <0,03 (dla Zalewu Puckiego) | nie ustala się | nie ustala się | nie ustala się | |
| Substancje szczególnie szkodliwe dla środowiska wodnego                                                                              | substancje priorytetowe w dziedzinie polityki wodnej | określone szczegółowo | określone szczegółowo | nie ustala się | nie ustala się | nie ustala się |
| Substancje szczególnie szkodliwe dla środowiska wodnego                                                                              | inne substancje wprowadzane do wody w dużych ilościach | określone szczegółowo | określone szczegółowo | nie ustala się | nie ustala się | nie ustala się |
| wody przybrzeżne | | | | | | |
| Elementy biologiczne | | | | | | |
| Fitoplankton | całkowita biomasa (bioobjętość) fitoplanktonu [mm³/m³] | <420,56 (dla wód przybrzeżnych środkowego wybrzeża, średnia pomiarów od czerwca do września) | ≥420,56 (dla wód przybrzeżnych środkowego wybrzeża, średnia pomiarów od czerwca do września) | ≥879,70 (dla wód przybrzeżnych środkowego wybrzeża, średnia pomiarów od czerwca do września) | ≥1631,74 (dla wód przybrzeżnych środkowego wybrzeża, średnia pomiarów od czerwca do września) | ≥4613,73 (dla wód przybrzeżnych środkowego wybrzeża, średnia pomiarów od czerwca do września) |
| Fitoplankton | ilość chlorofilu a [μg/l] | <2,1 (dla Zatoki Gdańskiej z wodami przyległymi do Mierzei Wiślanej oraz dla Zatoki Pomorskiej z wodami przyległymi do Wolińskiego Parku Narodowego, średnia pomiarów od czerwca do września) <1,5 (dla wód przybrzeżnych środkowego wybrzeża, średnia pomiarów od czerwca do września) | ≤3,15 (dla Zatoki Gdańskiej z wodami przyległymi do Mierzei Wiślanej oraz dla Zatoki Pomorskiej z wodami przyległymi do Wolińskiego Parku Narodowego, średnia pomiarów od czerwca do września) ≤1,9 (dla wód przybrzeżnych środkowego wybrzeża, średnia pomiarów od czerwca do września) | ≤4,2 (dla Zatoki Gdańskiej z wodami przyległymi do Mierzei Wiślanej oraz dla Zatoki Pomorskiej z wodami przyległymi do Wolińskiego Parku Narodowego, średnia pomiarów od czerwca do września) ≤2,3 (dla wód przybrzeżnych środkowego wybrzeża, średnia pomiarów od czerwca do września) | ≤6,25 (dla Zatoki Gdańskiej z wodami przyległymi do Mierzei Wiślanej oraz dla Zatoki Pomorskiej z wodami przyległymi do Wolińskiego Parku Narodowego, średnia pomiarów od czerwca do września) ≤3,1 (dla wód przybrzeżnych środkowego wybrzeża, średnia pomiarów od czerwca do września) | >6,25 (dla Zatoki Gdańskiej z wodami przyległymi do Mierzei Wiślanej oraz dla Zatoki Pomorskiej z wodami przyległymi do Wolińskiego Parku Narodowego, średnia pomiarów od czerwca do września) >3,1 (dla wód przybrzeżnych środkowego wybrzeża, średnia pomiarów od czerwca do września) |
| Makroglony i okrytozalążkowe | Wskaźnik SM | ≥0,95 (dla wód przybrzeżnych środkowego wybrzeża) | ≥0,80 (dla wód przybrzeżnych środkowego wybrzeża) | ≥0,57 (dla wód przybrzeżnych środkowego wybrzeża) | ≥0,20 (dla wód przybrzeżnych środkowego wybrzeża) | <0,20 (dla wód przybrzeżnych środkowego wybrzeża) |
| Makrobezkręgowce bentosowe | multimetryczny indeks B | >3,72 | ≥3,18 | ≥2,7 | ≥1,91 | <1,91 |
| Elementy hydromorfologiczne | | | | | | |
| Reżim hydrologiczny | przepływ wody słodkiej kierunek dominujących prądów ekspozycja na falowanie | Stan odpowiadający warunkom niezakłóconym lub zbliżony | nie ustala się | nie ustala się | nie ustala się | nie ustala się |
| Warunki morfologiczne | zmienna głębokość (topografia) struktura ilościowa i podłoże dna (wielkość cząstek, zawartość materii organicznej) struktura pasma pływów (w tym roślinność) | Stan odpowiadający warunkom niezakłóconym lub zbliżony | nie ustala się | nie ustala się | nie ustala się | nie ustala się |
| Elementy fizyczno-chemiczne | | | | | | |
| Stan fizyczny | widzialność krążka Secchiego [m] | >4,7 (dla Zatoki Gdańskiej z wodami przyległymi do Mierzei Wiślanej, średnia pomiarów od czerwca do września) >7,5 (dla wód przybrzeżnych wybrzeża środkowego, średnia pomiarów od czerwca do września) >5 (dla Zatoki Pomorskiej z wodami przyległymi do Wolińskiego Parku Narodowego, średnia pomiarów od czerwca do września) | >3,5 (dla Zatoki Gdańskiej z wodami przyległymi do Mierzei Wiślanej, średnia pomiarów od czerwca do września) >5,6 (dla wód przybrzeżnych wybrzeża środkowego, średnia pomiarów od czerwca do września) 3,8 (dla Zatoki Pomorskiej z wodami przyległymi do Wolińskiego Parku Narodowego, średnia pomiarów od czerwca do września) | nie ustala się | nie ustala się | nie ustala się |
| Warunki tlenowe i zanieczyszczenie organiczne                                                                                        | tlen rozpuszczony przy dnie [mg/l] (wartość minimalna) | >6 | >4,2 | nie ustala się | nie ustala się | nie ustala się |
| Warunki tlenowe i zanieczyszczenie organiczne                                                                                        | BZT5 [mg O2/l] | ≤2 | ≤4 | nie ustala się | nie ustala się | nie ustala się |
| Warunki tlenowe i zanieczyszczenie organiczne                                                                                        | OWO [mg C/l] (średnia letnia) | ≤5 | ≤10 | nie ustala się | nie ustala się | nie ustala się |
| Warunki tlenowe i zanieczyszczenie organiczne                                                                                        | nasycenie tlenem (warstwa 0–5 m, wartość maksymalna) [%] | 90–110 | 80–120 | nie ustala się | nie ustala się | nie ustala się |
| Zasolenie | nieustalone | w roku 2011 jeszcze nieokreślone | w roku 2011 jeszcze nieokreślone | nie ustala się | nie ustala się | nie ustala się |
| Zakwaszenie | odczyn | 7–8 | 7–8,8 | nie ustala się | nie ustala się | nie ustala się |
| Warunki biogenne | | | | | | |
| azot azotanowy [mg/l] | <0,08 (dla Zatoki Gdańskiej z wodami przyległymi do Mierzei Wiślanej, średnia zimowa) <0,1 (dla Zatoki Pomorskiej z wodami przyległymi do Wolińskiego Parku Narodowego, średnia roczna) <0,05 (dla wód przybrzeżnych środkowego wybrzeża, średnia zimowa) | 0,12 (dla Zatoki Gdańskiej z wodami przyległymi do Mierzei Wiślanej, średnia zimowa) 0,15 (dla Zatoki Pomorskiej z wodami przyległymi do Wolińskiego Parku Narodowego, średnia roczna) 0,08 (dla wód przybrzeżnych środkowego wybrzeża, średnia zimowa) | nie ustala się | nie ustala się | nie ustala się | |
| azot ogólny [mg/l] | <0,25 (dla Zatoki Gdańskiej z wodami przyległymi do Mierzei Wiślanej i Zatoki Pomorskiej, średnia zimowa) <0,2 (dla wód przybrzeżnych środkowego wybrzeża, średnia zimowa) | 0,4 (dla Zatoki Gdańskiej z wodami przyległymi do Mierzei Wiślanej i Zatoki Pomorskiej, średnia zimowa) 0,3 (dla wód przybrzeżnych środkowego wybrzeża, średnia zimowa) | nie ustala się | nie ustala się | nie ustala się | |
| azot mineralny [mg/l] | <0,1 (dla Zatoki Gdańskiej z wodami przyległymi do Mierzei Wiślanej, średnia zimowa) <0,06 (dla wód przybrzeżnych środkowego wybrzeża, średnia zimowa) <0,15 (dla Zatoki Pomorskiej, średnia zimowa) | <0,15 (dla Zatoki Gdańskiej z wodami przyległymi do Mierzei Wiślanej, średnia zimowa) <0,1 (dla wód przybrzeżnych środkowego wybrzeża, średnia zimowa) <0,03 (dla Zatoki Pomorskiej z wodami przyległymi do Wolińskiego Parku Narodowego, średnia zimowa) | nie ustala się | nie ustala się | nie ustala się | |
| fosforany [mg/l] | <0,016 (dla Zatoki Gdańskiej z wodami przyległymi do Mierzei Wiślanej i Zatoki Pomorskiej, średnia zimowa) <0,01 (dla wód przybrzeżnych środkowego wybrzeża, średnia zimowa) | <0,024 (dla Zatoki Gdańskiej z wodami przyległymi do Mierzei Wiślanej i Zatoki Pomorskiej, średnia zimowa) <0,015 (dla wód przybrzeżnych środkowego wybrzeża, średnia zimowa) | nie ustala się | nie ustala się | nie ustala się | |
| fosfor ogólny [mg/l] | <0,022 (dla Zatoki Gdańskiej z wodami przyległymi do Mierzei Wiślanej, średnia pomiarów letnia) <0,025 (dla Zatoki Pomorskiej z wodami przyległymi do Wolińskiego Parku Narodowego, średnia letnia) <0,02 (dla wód przybrzeżnych środkowego wybrzeża, średnia letnia) | <0,033 (dla Zatoki Gdańskiej z wodami przyległymi do Mierzei Wiślanej, średnia letnia) <0,038 (dla Zatoki Pomorskiej z wodami przyległymi do Wolińskiego Parku Narodowego, średnia letnia) <0,03 (dla wód przybrzeżnych środkowego wybrzeża, średnia letnia) | nie ustala się | nie ustala się | nie ustala się | |
| Substancje szczególnie szkodliwe dla środowiska wodnego                                                                              | substancje priorytetowe w dziedzinie polityki wodnej | określone szczegółowo | określone szczegółowo | nie ustala się | nie ustala się | nie ustala się |
| Substancje szczególnie szkodliwe dla środowiska wodnego                                                                              | inne substancje wprowadzane do wody w dużych ilościach | określone szczegółowo | określone szczegółowo | nie ustala się | nie ustala się | nie ustala się |